# Oudjaarsduik

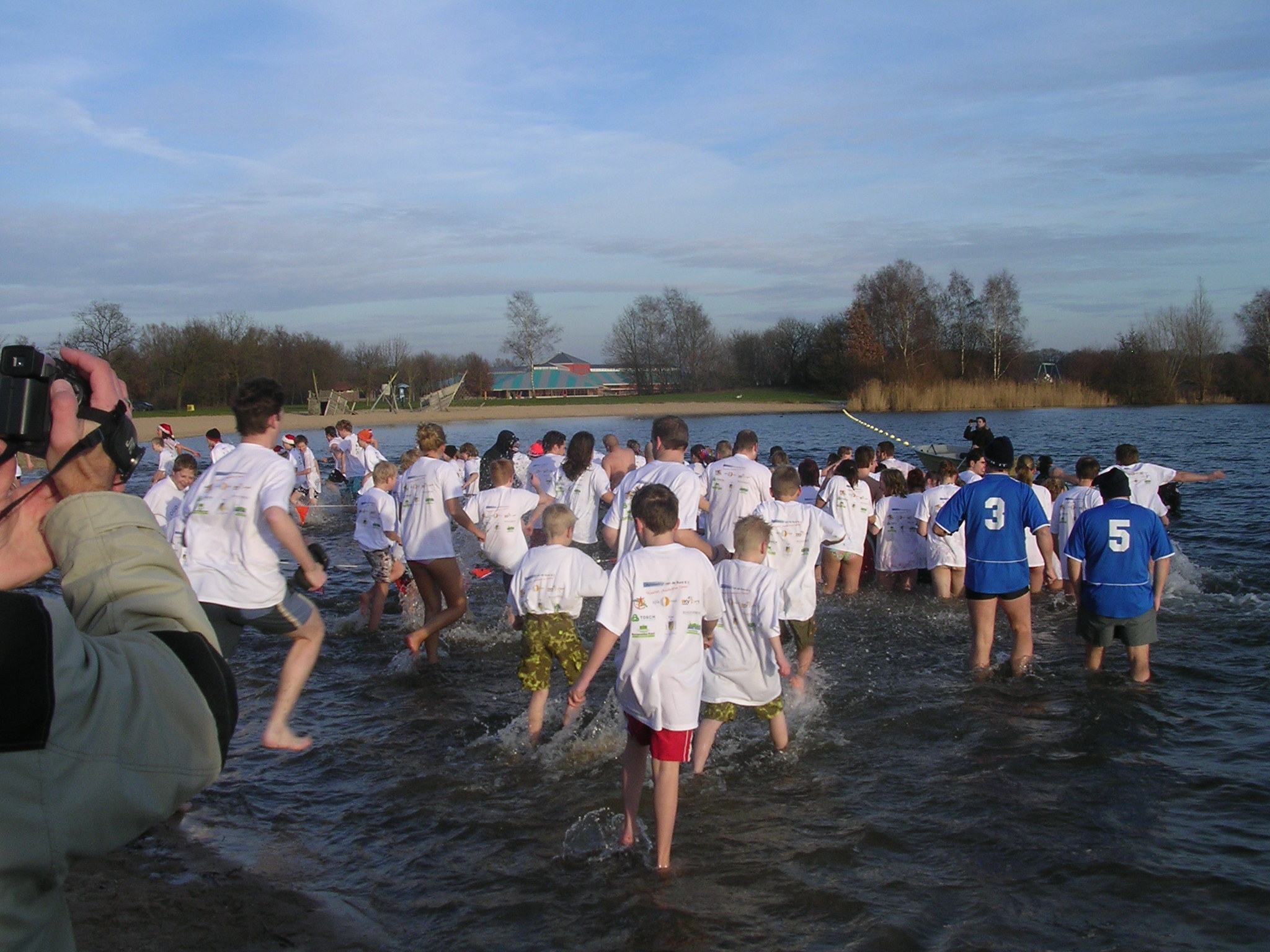
Oudjaarsduik 2008

De Oudjaarsduik is een jaarlijks evenement in Voorthuizen, wat wordt georganiseerd door de plaatselijke World Servants Voorthuizen-groep. De opbrengst van de actie komt ten goede aan de projecten van World Servants. De Oudjaarsduik vindt traditioneel plaats op de laatste zaterdag van het jaar in het Recreatiegebied Zeumeren
De Oudjaarsduik was een initiatief van leden van de plaatselijke Gereformeerde Kerk en de Nederlands Gereformeerde Kerk in het jaar 2000. Ongeveer 180 mensen doken er mee en de opbrengst was rond de 20.000 gulden. In de loop der tijd is het aantal deelnemers en de bijbehorende opbrengst gestegen. 
De opbrengsten komen ten goede aan projecten in verschillende ontwikkelingslanden als Bolivia, Ghana, Brazilië, Jamaica, India en Zambia.